# 穿金寶扇
《穿金寶扇》是香港著名粵劇劇作家唐滌生的粵劇劇本，此劇是仙鳳鳴劇團的第二屆劇目，於1956年12月3日首演。此劇與《牡丹亭驚夢》同是仙鳳鳴劇團的第二屆劇目。

## 劇情
杭州郭尚書有子炎章，尚書呂剛有女昭華；昭華三歲時，皇帝御賜穿金寶扇一雙予郭呂兩家，為媒撮合郭炎章與呂昭華婚事。十五年後，郭家老父身亡，家道中落、書劍飄零。元宵夜，郭炎章到姑蘇訪呂家，但青衫落拓的炎章自慚身世，不敢叩門，幸得風送來昭華思念之詩：「穿金寶扇兩情關，心隨明月照江南，合扇如今無消息，怕見桃花落滿欄」，於是炎章酬詩互吐心聲：「穿金寶扇證三生，落拓徒悲合扇難，合扇人來傳消息，郭氏炎章到此間」。
但呂剛因嫌棄炎章家貧，意圖悔婚，幸李班侯相勸，呂只好暫時收留炎章。炎章連夜找同窗黃麟書，商借盤川以上京赴考。李班侯的女兒桂英，夜間改扮男裝入昭華深閨戲弄，不巧被呂剛發現，以為是炎章，呂大發雷霆，展開家審。表兄張耀泉因心慕昭華，誣告炎章入昭華閨房。炎章誤會呂剛父女因嫌棄而合謀陷害，忿然離開，昭華亦被逐出家門。
闖下大禍的桂英回鄉尋母，適李班侯帶昭華趕至，桂英向昭華坦然道出真相。漫天風雪中昭華趕到石亭與炎章解釋，偷了穿金寶扇的耀泉亦前來向昭華示愛，炎章誤會入閨房越禮者乃穿金寶扇的耀泉，百詞莫辯的昭華在糾纏間被推跌暈倒，炎章拂袖而去。之後耀泉被歹徒所殺，衙門誤判昭華為兇手，呂剛袖手旁觀不念父女之情，昭華被誤判充軍塞外。
事隔三載，炎章科舉高中，並被欽命出塞和戎，時昭華充軍至，二人在軍營重會，但炎章仍不相信昭華之言，昭華含恨離開。後桂英母女赴塞外向炎章說出真相，炎章恍然大悟後飛馬找昭華。適逢麟書趕到，說明公堂錯判，昭華昭雪沉冤，最後炎章昭華和好如初，有情人終成眷屬。

## 場目
1. 〈花園相會〉
2. 〈香閨起禍〉
3. 〈蒙冤被逐〉
4. 〈雪夜追踪〉
5. 〈公堂錯判〉
6. 〈冰釋前嫌〉

## 開山演員
1956年粵劇《穿金寶扇》粵劇首演時的開山演員：
| 演員   | 角色   | 簡介                                                       |
| 任劍輝 | 郭炎章 | 杭州尚書之子，老父身亡後家道中落。                         |
| 白雪仙 | 呂昭華 | 尚書呂剛之女，三歲時獲皇帝御賜穿金寶扇為媒撮合與郭炎章婚事 |
| 任冰兒 | 李桂英 | 呂昭華之表妹                                               |
| 靚次伯 | 呂剛   | 尚書，呂昭華之父，因嫌棄郭炎章家貧，意圖悔婚               |
| 梁醒波 | 李班侯 | 李桂英之父                                                 |
|        | 張耀泉 | 呂昭華之表兄                                               |

## 電影版本
電影版的《穿金寶扇》在1959年4月1日起上映的，由桃源電影企業公司製作，蔣偉光導演，下列為演員表：

- 任劍輝 飾 郭炎章
- 白雪仙 飾 呂昭華
- 李香琴 飾 李桂英
- 半日安 飾 呂剛
- 區家聲 飾 王彬
- 少新權 飾 李班侯
- 馬笑英 飾 郭母
- 蕭仲坤 飾 張耀泉
- 黎坤蓮 飾 春香
- 余珍 飾 乳娘
- 朱少坡 飾 解差